# Wen af Liu Song
Kejser Wen af Liu Song ((劉)宋文帝, (Liu) Song Wen-di) (født 407, død 16. marts 453), født Liu Yilong (劉義隆), var en kinesisk kejser, som regerede fra 424 til 452 under det kinesiske dynasti Liu Song (420-479). Han var tredje søn af dynastiets grundlægger, kejser Song Wudis. Efter kejser Song Wudis død i år 422 besteg dennes ældste søn, Liu Yifu, tronen som kejser Shao. I 424 blev denne dog myrdet, og Liu Yilong blev proklameret som kejser
I de 28 år han regerede førte kejser Wen sin fars politiske linje videre. Perioden står i dag som en økonomisk og militær fremgangstid.

## Note
1. ↑  Book of Song 《宋書》, som dækker Liu Song dynastiet (420–479) (kinesisk).